# Sibbesse
Sibbesse település Németországban, azon belül Alsó-Szászország tartományban. Lakosainak száma 5747 fő (2023. december 31.).

## Népesség
A település népességének változása:
| Lakosok száma | 5857 | 5829 | 5744 | 5766 | 5810 | 5747 |
|               | 2016 | 2017 | 2019 | 2021 | 2022 | 2023 |